# Comedown Machine
Comedown Machine er The Strokes femte studiealbum. Bandet besluttede at lave en medie blackout omkring albummet, altså ingen tv optrædener, ingen interviews, ingen fotos og ingen tour.

## Numre
Alt tekst skrevet af Julian Casablancas, alt musik komponeret af The Strokes.
| #   | Titel                         | Længde |
| --- | ----------------------------- | ------ |
| 1.  | "Tap Out"                     | 3:42   |
| 2.  | "All The Time"                | 3:01   |
| 3.  | "One Way Trigger"             | 4:02   |
| 4.  | "Welcome To Japan"            | 3:51   |
| 5.  | "80's Comedown Machine"       | 4:59   |
| 6.  | "50/50"                       | 2:43   |
| 7.  | "Slow Animals"                | 4:31   |
| 8.  | "Partners In Crime"           | 3:22   |
| 9.  | "Chances"                     | 3:37   |
| 10. | "Happy Ending"                | 2:52   |
| 11. | "Call It Fate, Call It Karma" | 3:25   |